# Slavec
Slavec es un municipio del distrito de Rožňava en la región de Košice, Eslovaquia, con una población estimada a final del año 2024 de 467 habitantes.
Se encuentra ubicado al oeste de la región, en la cuenca hidrográfica del río Hernád, y cerca de la frontera con la región de Banská Bystrica y Hungría.

## Demografía
| Año        | 1994 | 2004    | 2014    | 2024    |
| ---------- | ---- | ------- | ------- | ------- |
| Población  | 491  | 471     | 460     | 467     |
| Diferencia |      | −4,07 % | −2,33 % | +1,52 % |

| Año        | 2023 | 2024    |
| ---------- | ---- | ------- |
| Población  | 459  | 467     |
| Diferencia |      | +1,74 % |